# بازدارنده آنزیم
مهارکننده (inhibitor) آنزیم به مولکول‌هایی خطاب می‌شود که با اتصال به آنزیم‌ها، کاهش فعالیت آن‌ها را در پی دارند. خیلی از داروها از این روش تأثیر می‌کنند مانند سولفونامید، فیناستراید، نئوستیگمین و بازدارنده‌های آنزیم مبدل آنژیوتانسین. این مهار می‌تواند قابل برگشت یا غیرقابل برگشت باشد.

Kinetic scheme for irreversible inhibitors